# 内多勝康
内多 勝康（うちだ かつやす、1963年〈昭和38年〉4月18日 - ）は、元NHKシニアアナウンサー。

## 人物
東京都立竹早高等学校を経て東京大学教育学部卒業後、1986年入局。「首都圏ニュース845」や「生活ほっとモーニング」などローカルニュース番組や生活情報番組に多く出演していた。
2016年（平成28年）3月限りでNHKを退職し、国立成育医療研究センターが運営する医療型短期滞在施設“もみじの家”のハウスマネージャーに就任した。転身のきっかけは、『クローズアップ現代』にて病気児童とその家族の医療ケア問題を取り上げた放送回を自身が担当してから、「医療的なケアを必要とする子どもと家族の支援をしたい」と考えるようになったからだという。
2018年10月4日には、NHKの情報番組『あさイチ』の「医療的ケア児」に関する特集コーナーにおいて、同問題の専門家としてゲスト出演した。
座右の銘は、「義を見てせざるは勇無きなり」。

## 過去の担当番組

### 大阪放送局時代
- イブニングネットワークきんき（関西ローカル。1992年4月から約3年間、キャスターを務めた）

### 東京アナウンス室時代
- 首都圏ニュース845（1996.4 - 2003.3、関東ローカル）
- 首都圏いきいきワイド（1998.4 - 2001.3、関東ローカル）
- 首都圏ネットワーク（2001.4 - 2004.3、関東ローカル）
- NHKニュース10（2000年8月7日 - 8月18日）堀尾正明の代理
- NHKニュースおはよう日本（2002年8月3日、4日、24日、25日）末田正雄の代理
- 地球だい好き 環境新時代（2004.4 - 2005.3）
- 生活ほっとモーニング　（2005.4 - 2008.3）
- おしゃべりクイズ疑問の館（2004年度）
- 今日は一日『なつかしのアイドル』三昧（2007.8.11、NHK-FM）

### 名古屋放送局時代
- 金とく（中部ローカル 2008年 - 2011年度）
  - 夏の北アルプス あぁ絶景! 雲上のアドベンチャー（2009） - 登山家の田部井淳子と共に、夏の北アルプスを3週間かけて縦走する模様を描いた紀行番組（金とくの再編集版）
- 東海北陸のニュース

### 日本語センター時代
- きょうの料理（2012年4月 - 2013年3月）
- NHK BSニュース（2012年4月 - 2013年3月、主に金・土曜深夜 - 土・日曜未明帯）
- クローズアップ現代（2012年2月 - 、国谷裕子キャスターの代理）
- ちきゅうラジオ（2013年4月 - 2015年3月）

### 仙台放送局時代
- 宮城!やっぺぇTV（キャスター）
- 明日へ -つなげよう- 復興サポート（キャスター）
- 宮城・東北地方のニュース

## 著書
- 『言葉はライブだ!』（ISBN 978-4-265-04284-5 岩崎書店、2009年9月出版）
- 『「医療的ケア」の必要な子どもたち～第二の人生を歩む元NHKアナウンサーの奮闘記～』（ISBN 9784623083985 ミネルヴァ書房、2018年8月出版）